# Diócesis de Nueve de Julio
La diócesis de Nueve de Julio o de Santo Domingo en Nueve de Julio (en latín: Dioecesis Sancti Dominici Novem Iulii) es una circunscripción eclesiástica de la Iglesia católica en Argentina. Se trata de una diócesis latina, sufragánea de la arquidiócesis de Mercedes-Luján. Desde el 1 de diciembre de 2015 su obispo es Ariel Edgardo Torrado Mosconi.

## Territorio y organización
La diócesis tiene 57 016 km² y extiende su jurisdicción sobre los fieles católicos de rito latino residentes en la provincia de Buenos Aires en los partidos de Bragado, Carlos Casares, Carlos Tejedor, Florentino Ameghino, General Pinto, General Viamonte, General Villegas, Hipólito Yrigoyen, Lincoln, Nueve de Julio, Pehuajó, Pellegrini y Rivadavia, Salliqueló, Trenque Lauquen, Tres Lomas y Veinticinco de Mayo.
La sede de la diócesis se encuentra en la ciudad de Nueve de Julio, en donde se halla la Catedral de Santo Domingo de Guzmán.
En 2021 en la diócesis existían 35 parroquias.

## Historia
La diócesis fue erigida el 11 de febrero de 1957 con la bula Quandoquidem adoranda del papa Pío XII, derivando su territorio de las diócesis de Azul y de Mercedes (hoy arquidiócesis de Mercedes-Luján).
Originalmente sufragánea de la arquidiócesis de Buenos Aires, el 5 de mayo de 1967, en virtud de la bula Qui divino consilio del papa Pablo VI, pasó a formar parte de la provincia eclesiástica de la arquidiócesis de La Plata.
El 12 de mayo de 2015 el papa Francisco designó a Ariel Edgardo Torrado Mosconi como obispo coadjutor de la diócesis, quien se desempeñaba como obispo auxiliar de la diócesis de Santiago del Estero. El 1 de diciembre de 2015 el papa aceptó la renuncia del obispo titular, Martín de Elizalde, por haber cumplido 75 años de vida, convirtiéndose el coadjutor, Torrado Mosconi, en nuevo obispo titular de la diócesis de Nueve de Julio.
El 4 de octubre de 2019 pasó a formar parte de la provincia eclesiástica de la arquidiócesis de Mercedes-Luján, cuando el papa Francisco elevó a Mercedes-Luján a arquidiócesis a metropolitana, trasfiriéndola como una de sus sufragáneas.

## Estadísticas
Según el Anuario Pontificio 2022 la diócesis tenía a fines de 2021 un total de 423 500 fieles bautizados.
| Año                                                                             | Población            | Población | Población      | Sacerdotes | Sacerdotes    | Sacerdotes    | Bautizados por sacerdote | Diáconos permanentes | Religiosos | Religiosos | Parroquias |
| Año                                                                             | Bautizados católicos | Total     | % de católicos | Total      | Clero secular | Clero regular | Bautizados por sacerdote | Diáconos permanentes | Varones    | Mujeres    | Parroquias |
| ------------------------------------------------------------------------------- | -------------------- | --------- | -------------- | ---------- | ------------- | ------------- | ------------------------ | -------------------- | ---------- | ---------- | ---------- |
| 1966                                                                            | ?                    | 322 150   | ?              | 81         | 54            | 27            | ?                        |                      | 37         | 181        | 33         |
| 1970                                                                            | ?                    | 326 729   | ?              | 72         | 53            | 19            | ?                        |                      | 40         | 156        | 34         |
| 1976                                                                            | 297 000              | 330 074   | 90.0           | 68         | 45            | 23            | 4367                     |                      | 33         | 145        | 37         |
| 1980                                                                            | 333 000              | 370 700   | 89.8           | 63         | 44            | 19            | 5285                     |                      | 31         | 134        | 35         |
| 1990                                                                            | 356 000              | 393 000   | 90.6           | 49         | 38            | 11            | 7265                     |                      | 29         | 126        | 35         |
| 1999                                                                            | 382 000              | 420 000   | 91.0           | 49         | 35            | 14            | 7795                     | 5                    | 40         | 82         | 41         |
| 2000                                                                            | 387 000              | 422 000   | 91.7           | 51         | 34            | 17            | 7588                     | 5                    | 32         | 83         | 41         |
| 2001                                                                            | 373 000              | 410 000   | 91.0           | 53         | 36            | 17            | 7037                     | 5                    | 32         | 83         | 42         |
| 2002                                                                            | 348 977              | 382 196   | 91.3           | 53         | 35            | 18            | 6584                     | 5                    | 30         | 84         | 38         |
| 2003                                                                            | 343 977              | 382 196   | 90.0           | 52         | 34            | 18            | 6614                     | 4                    | 30         | 84         | 38         |
| 2004                                                                            | 343 977              | 382 196   | 90.0           | 52         | 34            | 18            | 6614                     | 4                    | 30         | 84         | 38         |
| 2013                                                                            | 391 000              | 438 000   | 89.3           | 46         | 27            | 19            | 8500                     | 5                    | 30         | 74         | 33         |
| 2016                                                                            | 403 000              | 452 000   | 89.2           | 48         | 29            | 19            | 8395                     | 6                    | 32         | 77         | 33         |
| 2019                                                                            | 415 555              | 466 070   | 89.2           | 48         | 30            | 18            | 8657                     | 3                    | 27         | 56         | 35         |
| 2020                                                                            | 419 700              | 470 700   | 89.2           | 48         | 30            | 18            | 8744                     | 3                    | 27         | 56         | 35         |
| 2021                                                                            | 423 500              | 474 940   | 89.2           | 48         | 30            | 18            | 8822                     | 3                    | 25         | 49         | 35         |
| Fuente: Catholic-Hierarchy, que a su vez toma los datos del Anuario Pontificio. |                      |           |                |            |               |               |                          |                      |            |            |            |

## Episcopologio
- Agustín Adolfo Herrera † (13 de marzo de 1957-24 de julio de 1961 nombrado obispo coadjutor de Jujuy[nota 1])
- Antonio Quarracino † (3 de febrero de 1962-3 de agosto de 1968 nombrado obispo de Avellaneda)
- Alejo Benedicto Gilligan † (19 de julio de 1969-28 de agosto de 1991 retirado)
- José Vittorio Tommasi † (28 de agosto de 1991-16 de septiembre de 1998 falleció)
- Martín de Elizalde, O.S.B. (6 de julio de 1999-1 de diciembre de 2015 retirado)
- Ariel Edgardo Torrado Mosconi, por sucesión desde el 1 de diciembre de 2015

## Galería de imágenes

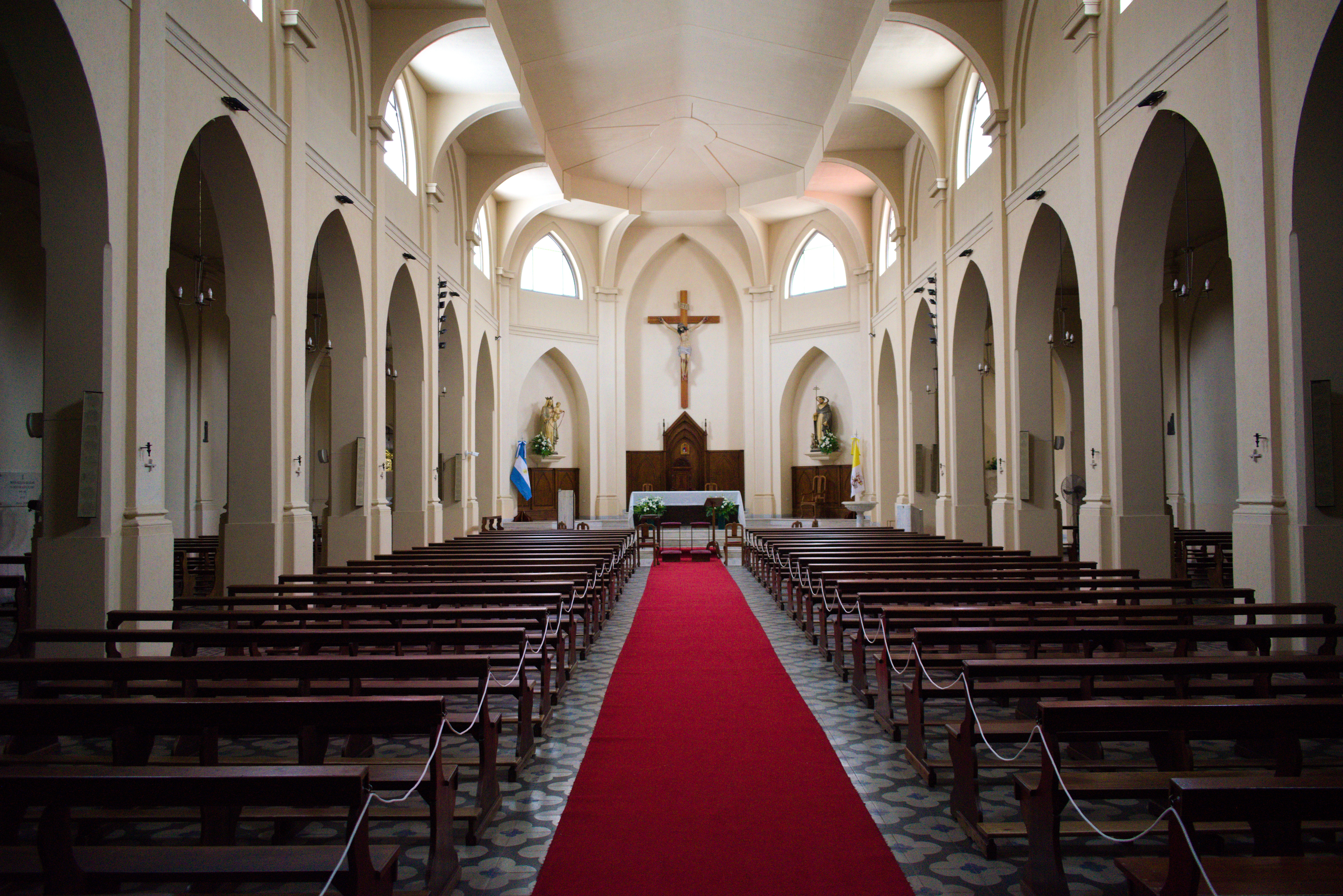
Interior de la catedral de 9 de Julio
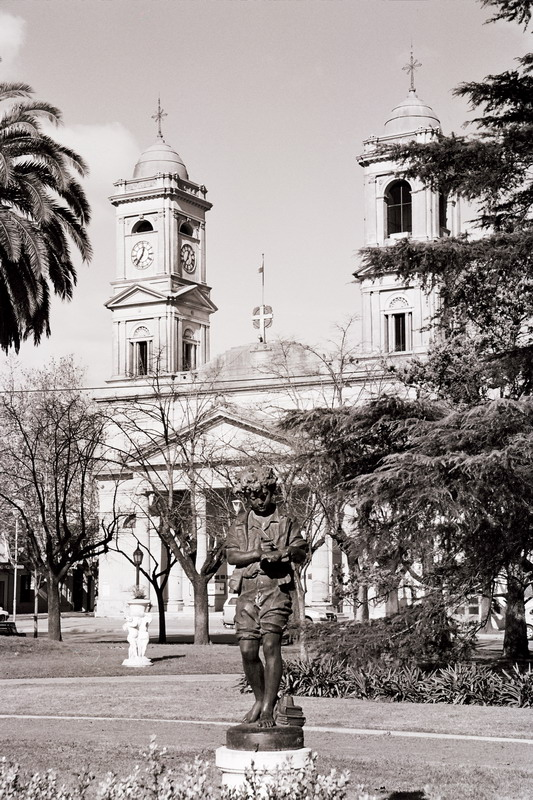
Parroquia Santa Rosa de Lima de Bragado, la primera parroquia en el territorio de la diócesis
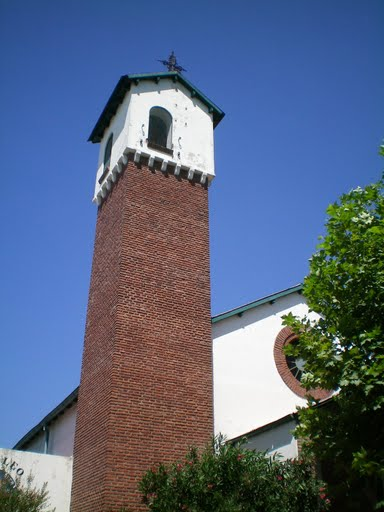
Iglesia principal de Florentino Ameghino
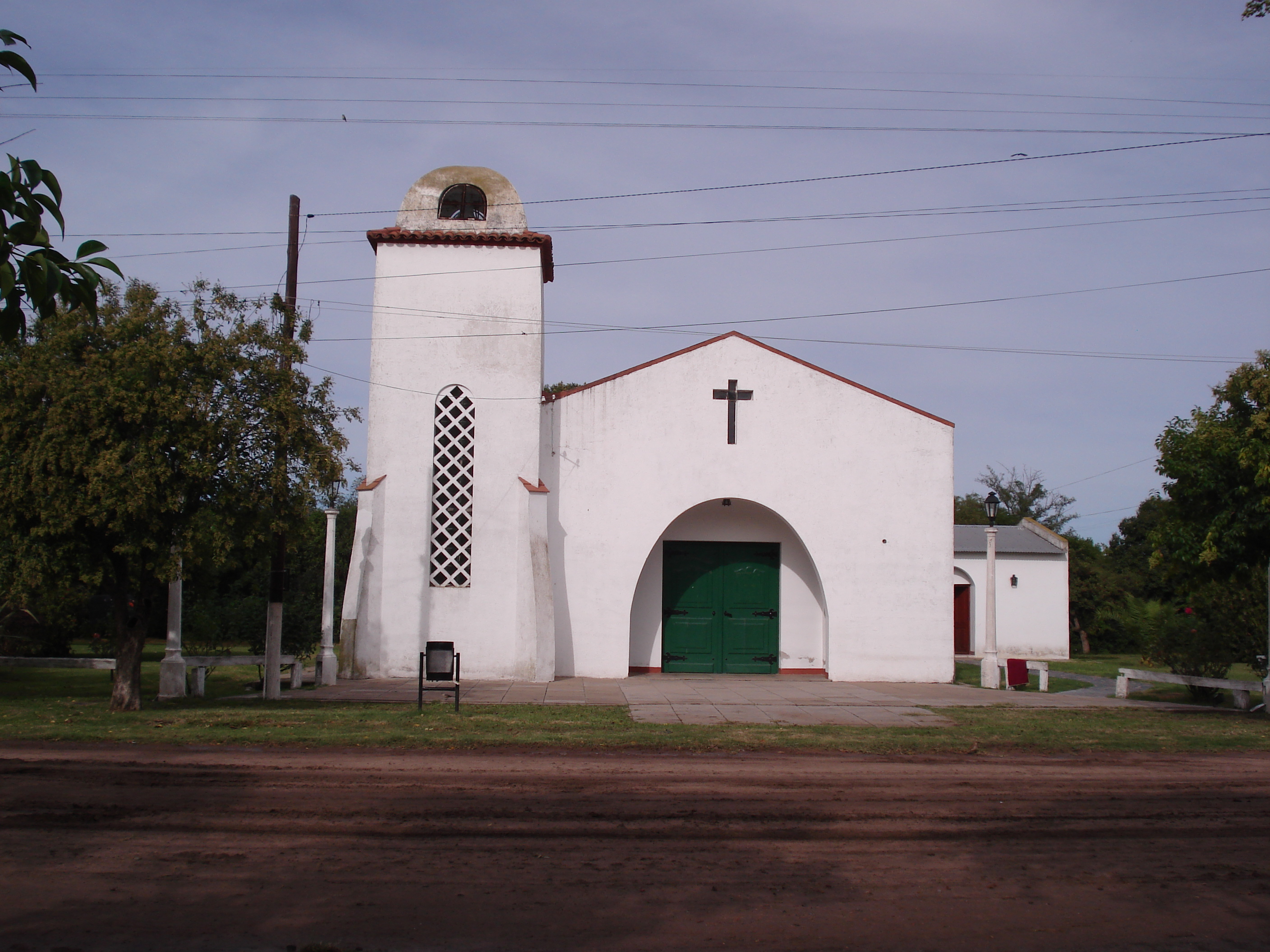
Iglesia Sagrado Corazón de Timote
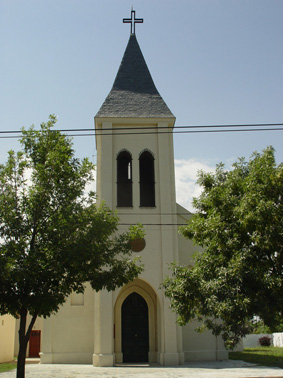
Iglesia Sagrado Corazón de Coronel Charlone
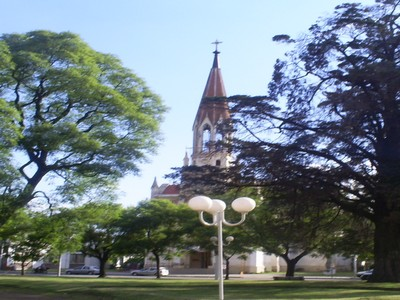
Iglesia de Lincoln
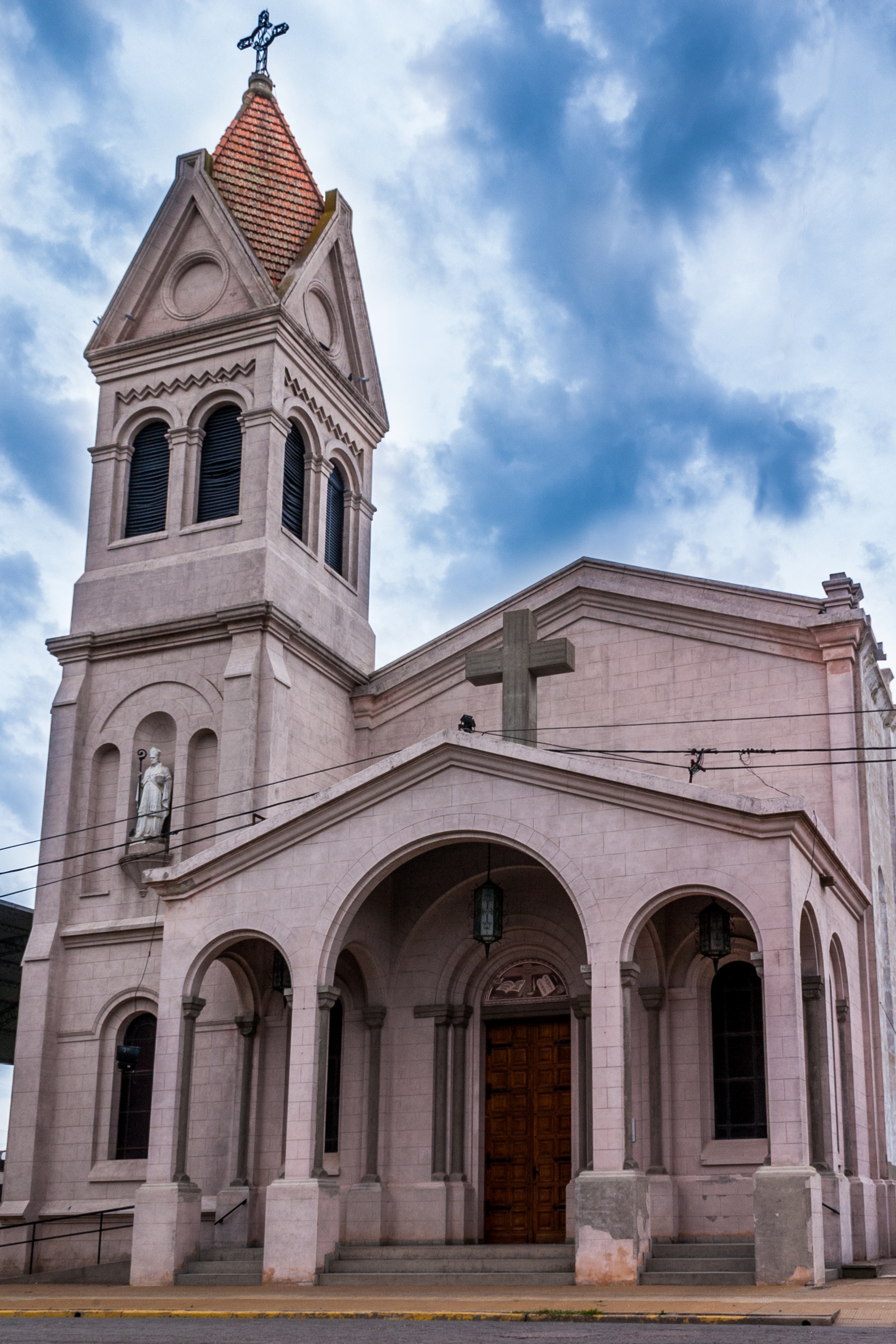
Parroquia San Bernardo de América
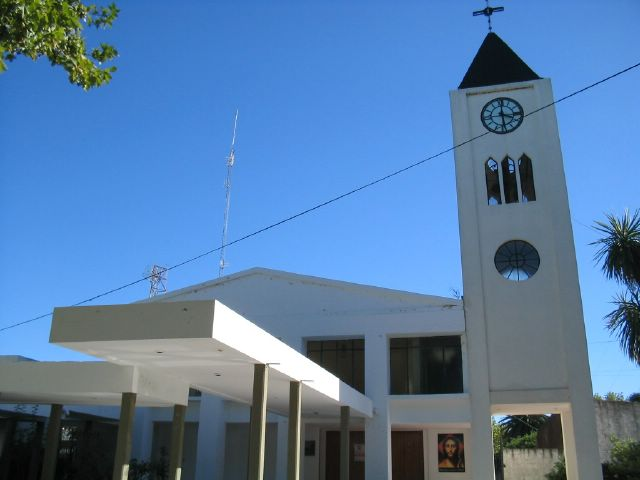
Iglesia de Salliqueló
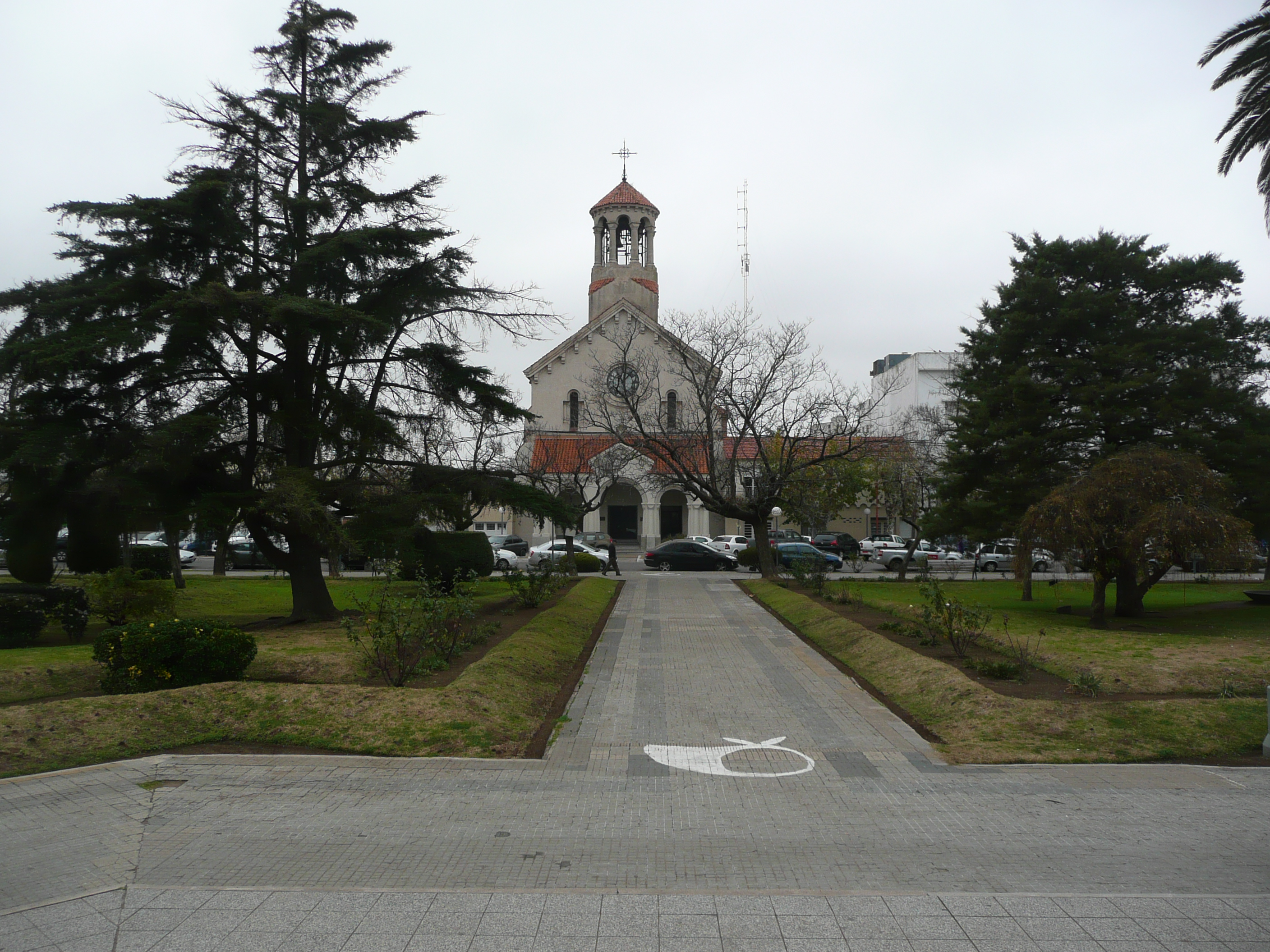
Iglesia de Trenque Lauquen